# Општина Тигвени (Арђеш)
Тигвени (рум. Tigveni) општина је у Румунији у округу Арђеш.
Oпштина се налази на надморској висини од 487 m.